# 登比郡
登比郡（英語：Denbighshire），是英国威尔士的一个郡。总面积844 km²，总人口97,000(2007年估计)。经济以农业和旅游业为主。行政中心在鲁思因，最大城市为莱尔。

## 地理
大部分地区为丘陵，北部有小部分的平原。1月平均气温2 °C，7月19 °C。